# Laurent Blanc
Laurent Robert Blanc (født 19. november 1965 i Alès) er en tidligere fransk fodboldspiller, der var forsvarsspiller og den spiller der scorede det første golden goal i VM's historie. Efter afslutningen af sin spillerkarriere blev han træner, men har side 2016 ikke haft ansvar for noget hold.
I 2007 blev han manager i Bordeaux og i 2010 overtog han efter VM trænerposten for Frankrigs fodboldlandshold. Denne stilling opsagde han efter Europamesterskabet i fodbold 2012 for at blive træner for Paris Saint-Germain. I juni 2016 forlod han denne klub efter gensidig overenskomst